# Uk vz. 59
1959年式汎用機関銃（チェコ語:Univerzální kulomet vzor 59）は、チェコスロバキアで1950年代に開発された汎用機関銃である。

## 概要
1920年代中頃に開発され、同年代の他国製機関銃と比較してずば抜けた信頼性を誇り安価さも手伝って世界中の軍隊に普及した、ブルーノZB26軽機関銃を発展させた最終後期生産型。7.62x54mmR弾を使用するが、7.62x51mm NATO弾を使用するバリエーションもある。一部の部品を付け替えることにより、車載機銃（Vz.59T）としても使用できる。
長銃身で三脚架を装着するVz.59と、短銃身で二脚を装着するVz.59Lがある。銃身の交換、二脚／三脚の付け替えにより相互に簡単に変換できる。
作動機構としては、銃身下側にあるガスピストンにより、ティルトボルト式のボルト閉鎖機構を作動させる。
給弾は銃の右側面から行われ、空薬莢は下面、使用済みの弾薬ベルトは左側面から排出される。これらの開口部には開閉式の防塵カバーが備わっている。下面の防塵カバーは通常ばねの作用で閉じているが、トリガーを引くか、ボルトキャリアが通過することで開く。
本機関銃は先行機種のVz. 52軽機関銃と同様に、グリップがコッキングハンドルの機能を兼ねていたため、独立したコッキングハンドルを持たない。射撃準備を行うには、ピストルグリップを握ってトリガーを引き、トリガーと連動する排莢口カバーを開ける。次に、トリガーを引き続けながら、グリップ左後ろの固定レバーを押し下げて固定を解き、グリップ全体を前に押し出す。トリガーと固定レバーを放してからグリップを後ろへ引き戻すと、ボルトキャリアがメインスプリングを圧縮しつつ後退して固定される。その後、弾薬ベルトを給弾口に挿入し、トリガーを操作するとボルトキャリアが前進し、初弾が薬室へ送り込まれる。リムがせり出した弾薬を用いるにもかかわらず、同じ弾薬用のPM1910重機関銃やPK機関銃などとは異なり、本銃用の弾薬ベルトは弾薬を前へ直接押し出せるように設計されている。
銃身には可動式のハンドルが設けられ、銃の運搬や銃身の交換、さらに射撃時の簡易フォアグリップとして使うことができる。銃身交換の際には、給弾カバーを引き開けて銃の右上にひねることで、固定を解かれた銃身を前方へ抜き取ることができる。

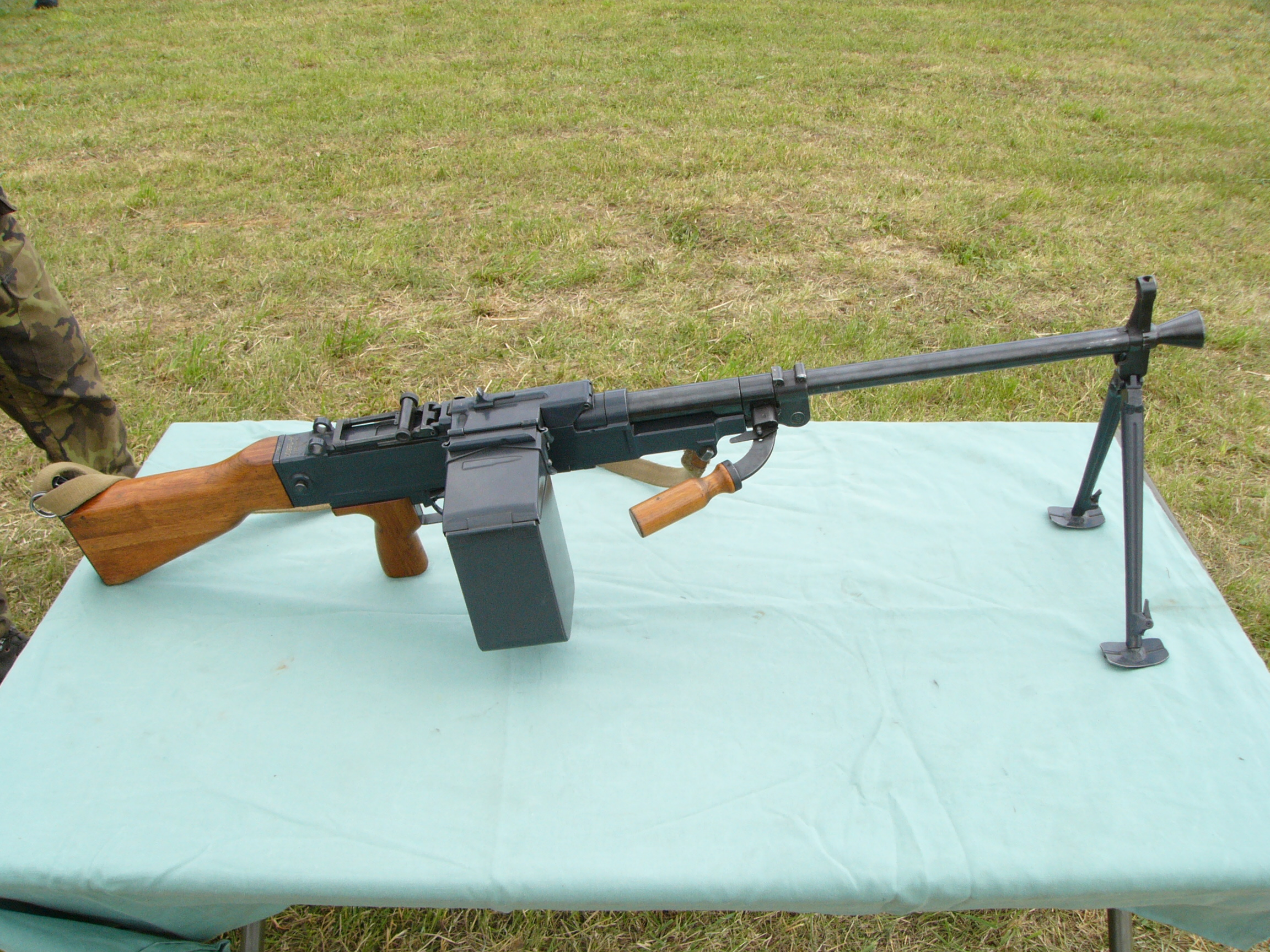
右側面
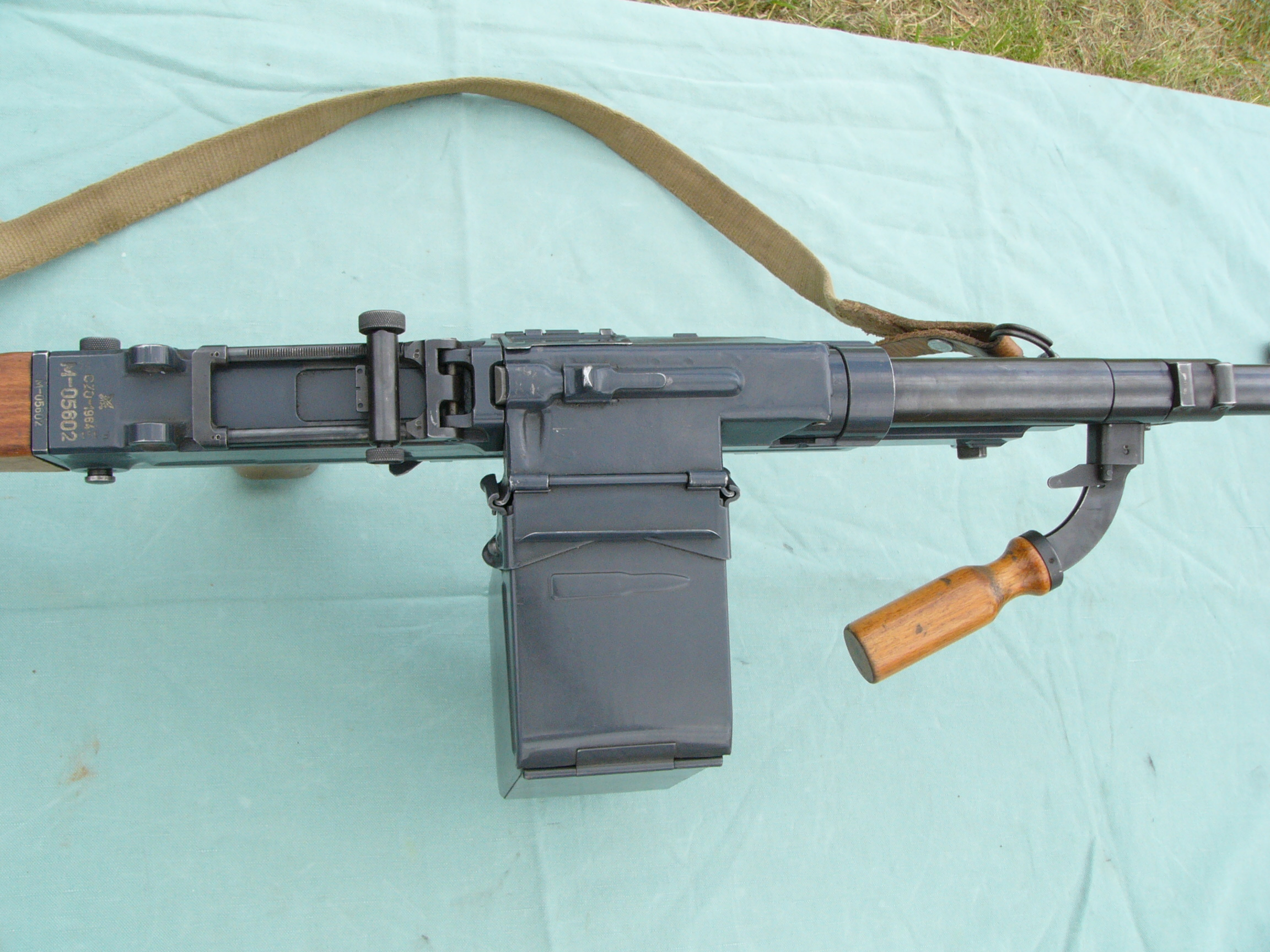
弾薬箱を装着したVz.59の上面

## 使用国
- チェコ[2]
- ジョージア[3]
- マリ[要出典]
- スロバキア[2]
- タンザニア[4]